# Locul fosilifer Lăpugiu de Sus
Locul fosilifer Lăpugiu de Sus este o arie protejată de interes național ce corespunde categoriei a IV-a (rezervație naturală, tip paleontologic), situată pe teritoriul satului Lăpugiu de Sus, în comuna Lăpugiu de Jos din județul Hunedoara.
Rezervația naturală are o suprafață de 5 ha, și reprezintă o arie protejată, unde, în depozitul fosilifer au fost identificate peste 1.400 de specii fosile gasteropode, osteropode și lamelibranhiate.